# Лундэ
Лундэ́ (кит. упр. 隆德, пиньинь Lóngdé) — уезд городского округа Гуюань Нинся-Хуэйского автономного района (КНР).

## История
При империи Сун в 1014 году здесь был построен городок Лунгань (笼竿城), в котором разместились власти Дэшуньского военного округа (德顺军). В 1043 году в составе округа была создана застава Лундэ (隆德寨).
В 1142 году чжурчжэни включили эти места в состав своей империи Цзинь; Дэшуньский военный округ стал областью Дэшунь (德顺州), а застава Лундэ — уездом Лундэ (隆德县) в его составе.
После монгольского завоевания из области Дэшунь была выделена область Цзиннин (静宁州), в которую попали и эти места; власти уезда Лундэ переехали в Лунгань.
При империи Мин и Цин уезд Лундэ был подчинён Пинлянской управе (平凉府) провинции Шэньси.
После Синьхайской революции в Китае была произведена реформа административного деления, и с 1913 года уезд вошёл в состав провинции Ганьсу. В 1943 году на стыке уездов Гуюань, Хайюань, Лундэ, Цзиннин и Хуэйнин был создан уезд Сицзи.
В 1949 году был образован Специальный район Пинлян (平凉专区) провинции Ганьсу, и уезд вошёл в его состав.
В 1958 году был создан Нинся-Хуэйский автономный район, и уезд вошёл в состав Специального района Гуюань (固原专区) Нинся-Хуэйского автономного района. В 1970 году специальный район Гуюань был переименован в Округ Гуюань (固原地区).
Постановлением Госсовета КНР от 7 июля 2001 года были расформированы округ Гуюань и уезд Гуюань, и образован городской округ Гуюань.

## Административное деление
Уезд делится на 3 посёлка и 10 волостей.